# Copernicia sueroana
Copernicia sueroana là loài thực vật có hoa thuộc họ Arecaceae. Loài này được León mô tả khoa học đầu tiên năm 1931.

## Hình ảnh

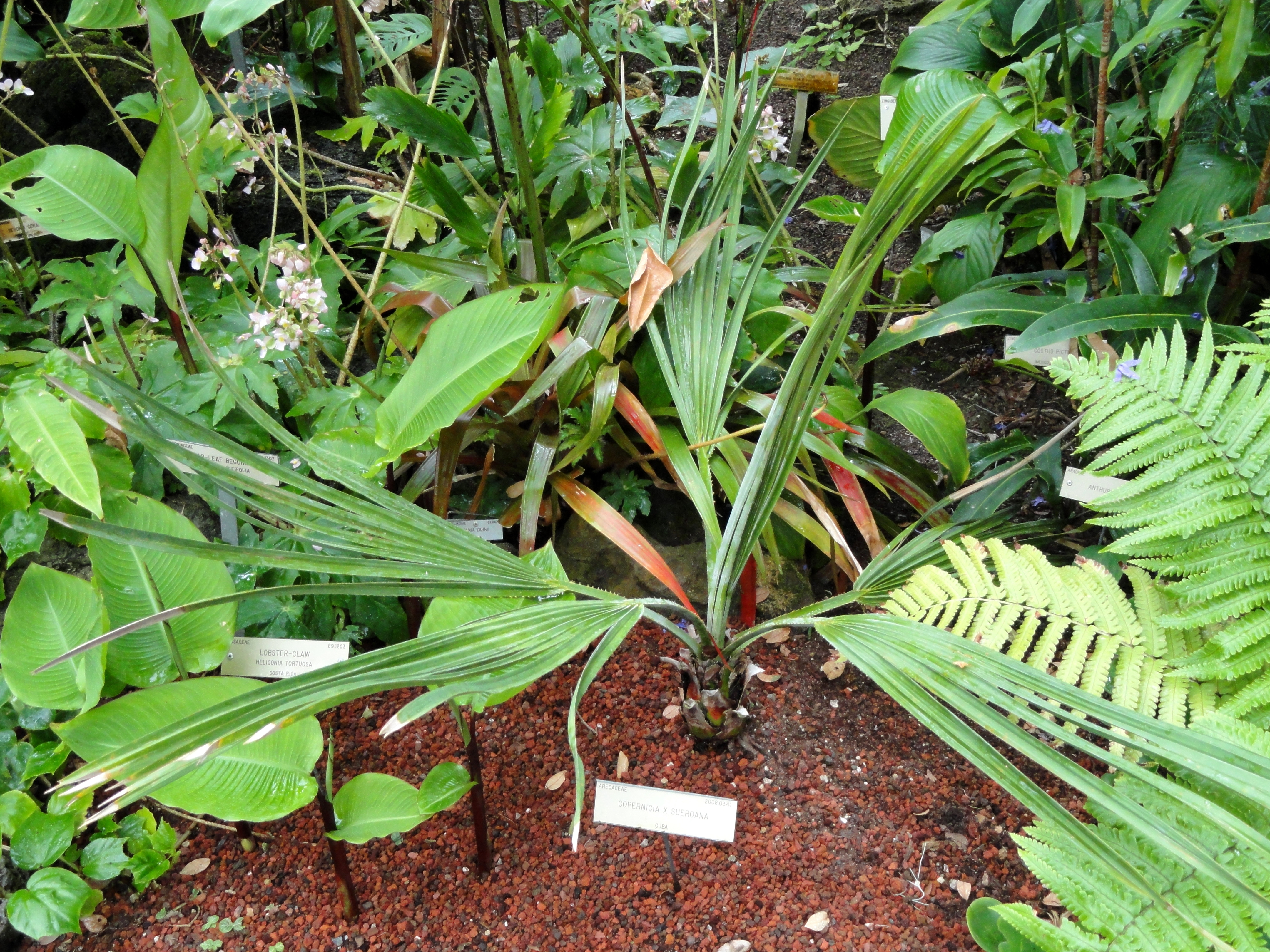